# Garbiñe Biurrun Mancisidor
Garbiñe Biurrun Mancisidor (Tolosa, maig de 1960) és una jutgessa, magistrada del Tribunal Superior de Justícia del País Basc i professora de Dret espanyola. Des de 2009 és presidenta de la Sala social del Tribunal Superior de Justícia del País Basc. També és professora associada de Dret del Treball i de la Seguretat Social de la Universitat del País Basc. Pertany a l'associació de Jutges per a la Democràcia. Ha estat en l'equip de traducció al basc de la Constitució Espanyola i de la Llei de Procediment Laboral. En 2014 va formar part de la Comissió per Impulsar el Procés de Pau, un grup promogut pel Fòrum Social amb l'objectiu de facilitar i agilitar el desarmament d'ETA, però el Consell General del Poder Judicial li va prohibir formar part del mateix. En nombroses ocasions ha mostrat el seu compromís amb els moviments socials. Col·labora assíduament en diversos mitjans de comunicació escrits i audiovisuals com Zeruko Argia, EITB, La Sexta, etc.

## Biografia
Va néixer a Tolosa d'on també eren els seus progenitors i on resideix. Els pares del seu pare eren navarresos i els de la seva mare també de Tolosa. Tots dos treballaven a la fàbrica. El pare de Garbiñe va morir quan ella tenia 13 anys.

### Trajectòria professional
El 1987 va ingressar en la carrera judicial i va iniciar la seva marxa professional com a jutgessa de primera instància i instrucció de Tolosa moment en el qual va ingressar en l'associació Jutges per a la Democràcia una organització que considera l'única veu crítica i no elitista al món de la justícia, a nivell de jutges i de la qual ha estat membre del Secretariat estatal i Coordinadora i Portaveu de la Secció Territorial del País Basc.
El 1989 va ascendir a magistrada i va ser destinada al jutjat social 3 de Sant Sebastià. El novembre de 1998 es va traslladar a la plaça de magistrada de la Sala social del Tribunal Superior de Justícia del País Basc (TSJPV), la presidència del qual va passar a ocupar al setembre de 2009, en substitució de Manuel Díaz de Rábago. Al novembre 2014 va ser reelegida en el càrrec.
Ha participat en nombroses activitats de formació organitzades pel CGPJ i per altres institucions tant nacionals com de caràcter internacional i ha estat en l'equip de traducció al basc de la Constitució Espanyola i de la Llei del Procediment Laboral.
És professora associada de Dret del Treball i de la Seguretat Social de la Universitat del País Basc, professora permanent del Fòrum Social Aranzadi a les seves seus de Sant Sebastià i Bilbao i autora de diversos articles en diversos terrenys jurídics, principalment en matèria laboral, social, d'igualtat de gènere i de dret europeu, així com respecte a la violència a Euskadi i la construcció de la pau i la memòria històrica.

### Compromís social i per la pau
En terrenys no professionals, ha participat en diversos moviments associatius: Fins a 1997 any en el qual va accedir a la judicatura va ser militant de Euskadiko Ezkerra i membre del Sindicat Comissions Obreres. En l'actualitat és membre de Gest per la Pau, de Lokarri, del Moviment per la Pau i d'Amnistia Internacional. Ideològicament es posiciona com una persona d'esquerres en defensa de la igualtat, llibertat, dignitat i justícia, posició -diu- que inclou el feminisme i col·labora amb freqüència en mitjans de comunicació. Fins a 2009 va participar en el programa de ETB Pásalo com a analista política i tertuliana.
En 2014 va formar part de la Comissió per Impulsar el Procés de Pau, un grup promogut pel Fòrum Social amb l'objectiu de facilitar i agilitar el desarmament d'ETA. Poc després, el Consell General del Poder Judicial li va prohibir participar en aquest grup, argumentant que era incompatible amb les seves funcions com a jutgessa. Biurrún va rebutjar la prohibició que va ser feta pública sense haver informat prèviament a la jutgessa. En 2015 el CGPJ li va prohibir també formar part del Consell d'Adreça de Gure Esku Dago.
El gener de 2016 Biurrun va ser una de les personalitats que va donar suport a la manifestació a Bilbao contra la dispersió de presos abertzales i en diverses ocasions s'ha mostrat a favor de l'acostament d'aquests presos a presons del País Basc.

## Publicacions

### Llibres
- Lan Arloko Prozeduraren Legea. Ley de Procedimiento Laboral (2007) Aitor Bengoetxea Alkorta, Garbiñe Biurrun Mancisidor. Ed. Bilbao : Universidad del País Vasco

### Articles
- Algunas reflexiones en torno a la paz (2006) Tiempo de Paz 0212-8926, Nº 82 págs. 37-40
- ¿Reforma del sistema público de pensiones? ¿Qué reforma? (2010) Actualidad jurídica Aranzadi 1132-0257, N 808  pág. 6
- Adiós al despido objetivo por amortización del puesto de trabajo: última crónica de una vieja etapa (2010) Tribuna social: Revista de seguridad social y laboral 1130-7331, Nº 236-237 págs. 77-84
- La Unión Europea como agente de paz: contradicciones y desafíos para el s. XXI (2013) ISBN 978-84-695-7231-3